# 3. HNL – Zapad 1992.
Treća hrvatska nogometna liga – Zapad u sezoni 1992. je bila 3. razred nogometnog natjecanja u Hrvatskoj. Sve utakmice natjecanja odigrane su u proljeće 1992. godine.
Treća hrvatska nogometna liga je u sezoni 1992. bila odvojena na četiri zasebne lige: "Zapad", "Sjever", "Istok" i "Jug". Utakmice 3. HNL – Istok u sezoni 1992. nisu odigrane zbog Domovinskog rata.

## Natjecateljski sustav
U prvoj natjecateljskoj sezoni 16 momčadi je bilo svrstano u dvije skupine od po 8 momčadi. U skupini su momčadi igrale dvokružni ligaški sustav (pobjeda = 2 boda, neodlučen ishod = 1 bod, poraz = bez bodova). Pobjednici skupina su međusobno u dvije utakmice odlučivali o prvaku 3. HNL – Zapad.
| 3. HNL – Zapad skupina "A" – "Riječka skupina" | 3. HNL – Zapad skupina "A" – "Riječka skupina" | 3. HNL – Zapad skupina "A" – "Riječka skupina" | 3. HNL – Zapad skupina "A" – "Riječka skupina" | 3. HNL – Zapad skupina "A" – "Riječka skupina" | 3. HNL – Zapad skupina "A" – "Riječka skupina" | 3. HNL – Zapad skupina "A" – "Riječka skupina" | 3. HNL – Zapad skupina "A" – "Riječka skupina" | 3. HNL – Zapad skupina "A" – "Riječka skupina" | 3. HNL – Zapad skupina "A" – "Riječka skupina" |
| mj.                                            | klub.                                          | ut.                                            | pob.                                           | ner.                                           | por.                                           | gol+                                           | gol-                                           | bod                                            |                                                |
| ---------------------------------------------- | ---------------------------------------------- | ---------------------------------------------- | ---------------------------------------------- | ---------------------------------------------- | ---------------------------------------------- | ---------------------------------------------- | ---------------------------------------------- | ---------------------------------------------- | ---------------------------------------------- |
| 1.                                             | NK Nehaj Senj                                  | 14                                             | 8                                              | 6                                              | 0                                              | 25                                             | 10                                             | 22                                             | 2. HNL – Jug                                   |
| 2.                                             | NK Halubjan Viškovo                            | 14                                             | 7                                              | 4                                              | 3                                              | 23                                             | 13                                             | 18                                             | 3. HNL – Zapad                                 |
| 3.                                             | NK Pomorac Kostrena                            | 14                                             | 7                                              | 3                                              | 4                                              | 17                                             | 9                                              | 17                                             | 3. HNL – Zapad                                 |
| 4.                                             | NK Grobničan Čavle (–1)                        | 14                                             | 7                                              | 4                                              | 3                                              | 18                                             | 11                                             | 17                                             | 3. HNL – Zapad                                 |
| 5.                                             | NK Lučki Radnik Rijeka                         | 14                                             | 7                                              | 2                                              | 5                                              | 20                                             | 14                                             | 16                                             | 3. HNL – Zapad                                 |
| 6.                                             | NK Opatija                                     | 14                                             | 4                                              | 4                                              | 6                                              | 22                                             | 19                                             | 12                                             | 3. HNL – Zapad                                 |
| 7.                                             | NK Crikvenica (–1)                             | 14                                             | 2                                              | 4                                              | 8                                              | 15                                             | 24                                             | 7                                              | 3. HNL – Zapad                                 |
| 8.                                             | NK Naprijed Hreljin                            | 14                                             | 0                                              | 1                                              | 13                                             | 12                                             | 52                                             | 1                                              | 3. HNL – Zapad                                 |

| 3. HNL – Zapad skupina "B" – "Istarska skupina" | 3. HNL – Zapad skupina "B" – "Istarska skupina" | 3. HNL – Zapad skupina "B" – "Istarska skupina" | 3. HNL – Zapad skupina "B" – "Istarska skupina" | 3. HNL – Zapad skupina "B" – "Istarska skupina" | 3. HNL – Zapad skupina "B" – "Istarska skupina" | 3. HNL – Zapad skupina "B" – "Istarska skupina" | 3. HNL – Zapad skupina "B" – "Istarska skupina" | 3. HNL – Zapad skupina "B" – "Istarska skupina" | 3. HNL – Zapad skupina "B" – "Istarska skupina" |
| mj.                                             | klub.                                           | ut.                                             | pob.                                            | ner.                                            | por.                                            | gol+                                            | gol-                                            | bod                                             |                                                 |
| ----------------------------------------------- | ----------------------------------------------- | ----------------------------------------------- | ----------------------------------------------- | ----------------------------------------------- | ----------------------------------------------- | ----------------------------------------------- | ----------------------------------------------- | ----------------------------------------------- | ----------------------------------------------- |
| 1.                                              | NK MC Rovinj                                    | 14                                              | 11                                              | 3                                               | 0                                               | 23                                              | 6                                               | 25                                              | 2. HNL – Jug                                    |
| 2.                                              | NK Pula ICI                                     | 14                                              | 8                                               | 3                                               | 3                                               | 21                                              | 6                                               | 19                                              | 3. HNL – Zapad                                  |
| 3.                                              | NK Uljanik                                      | 14                                              | 4                                               | 8                                               | 2                                               | 21                                              | 9                                               | 16                                              | 3. HNL – Zapad                                  |
| 4.                                              | NK Jadran Poreč                                 | 14                                              | 7                                               | 2                                               | 5                                               | 20                                              | 13                                              | 16                                              | 2. HNL – Jug                                    |
| 5.                                              | NK Marčana                                      | 14                                              | 5                                               | 6                                               | 4                                               | 9                                               | 19                                              | 14                                              | 3. HNL – Zapad                                  |
| 6.                                              | NK Umag                                         | 14                                              | 5                                               | 3                                               | 7                                               | 13                                              | 22                                              | 11                                              | 3. HNL – Zapad                                  |
| 7.                                              | NK Buje                                         | 14                                              | 2                                               | 3                                               | 9                                               | 9                                               | 23                                              | 7                                               | 3. HNL – Zapad                                  |
| 8.                                              | NK Medulin                                      | 14                                              | 0                                               | 4                                               | 10                                              | 5                                               | 31                                              | 4                                               | klub se nije natjecao?                          |

## Doigravanje za prvaka

### Prva utakmica
| 30. svibnja 1992.     |       |               |                                                                                                 |
| NK MC Rovinj          | 2 – 0 | NK Nehaj Senj | Igralište Valbruna, Rovinj Broj gledatelja: 600 Sudac: Anić, Savić, Ninić; Delegat: Ivan Peraić |
| Husić 32' Uljanić 88' |       |               | Igralište Valbruna, Rovinj Broj gledatelja: 600 Sudac: Anić, Savić, Ninić; Delegat: Ivan Peraić |

### Druga utakmica
| 6. lipnja 1992. |       |              | |
| NK Nehaj Senj   | 0 – 0 | NK MC Rovinj | Igralište NK Nehaja, Senj Broj gledatelja: 500 Sudac: Pešelj, Budak, Jurić; Delegat:Radivoj Radivoj |
|                 |       |              | Igralište NK Nehaja, Senj Broj gledatelja: 500 Sudac: Pešelj, Budak, Jurić; Delegat:Radivoj Radivoj |

## Prvaci
MC Rovinj: Oreščanin, Brajković, Zohil, Uljanić, Krizmanić, Precali, Škvorc, Šverko, Husić, Petrović, Galant, Matošević, Paulinić; Trener: Berislav Poldrugovac